# Gunjevac
Gunjevac (cyr. Гуњевац) – wieś w Serbii, w okręgu kolubarskim, w gminie Ub. W 2011 roku liczyła 514 mieszkańców.